# 7,92×33mm Kurz

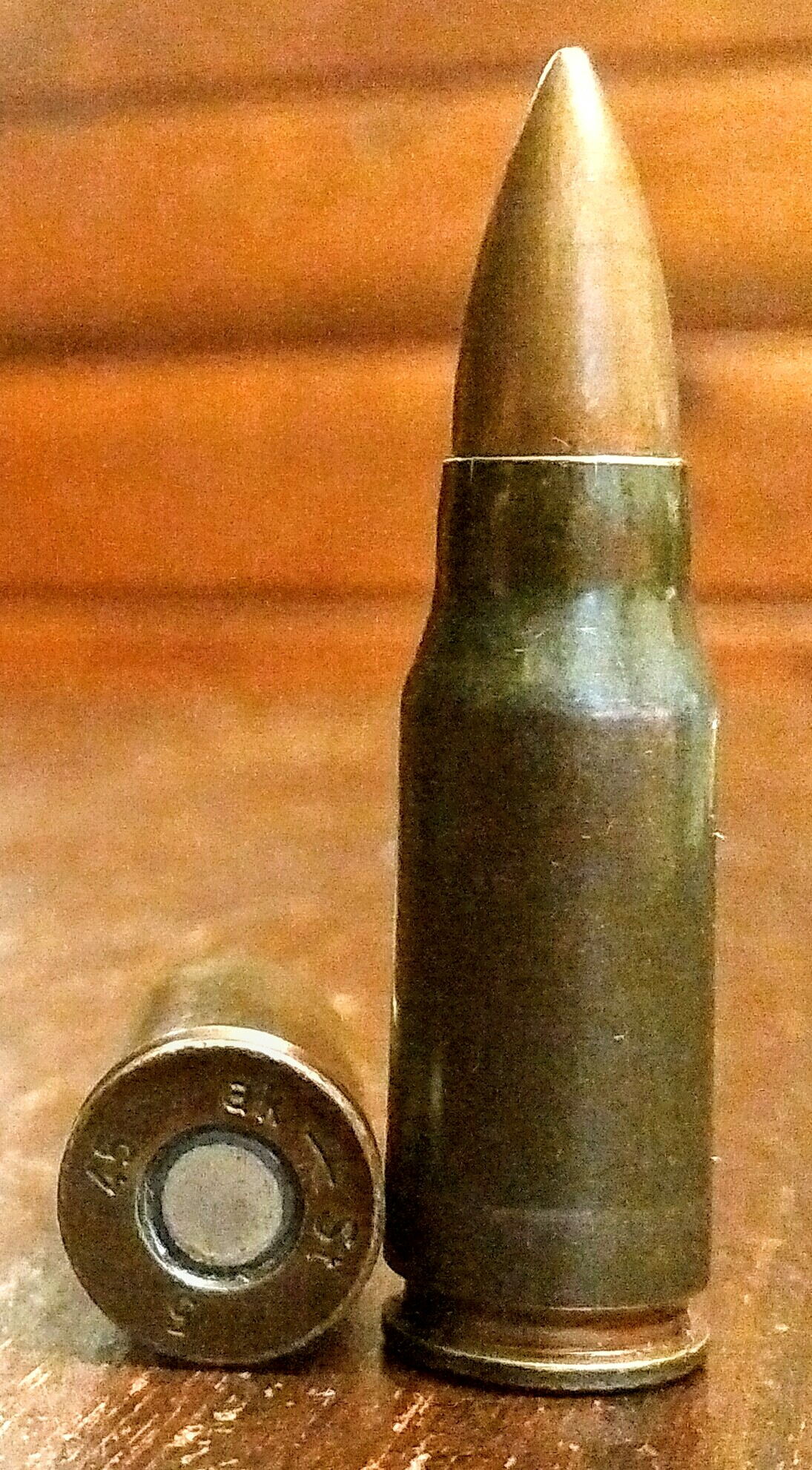
Cartucho alemão 7,92 × 33mm Kurz SmE de Spitz mit Eisenkern (projétil com núcleo de ferro).

O 7,92×33mm Kurz (designado como 7.92 x 33 kurz pela C.I.P.) é um cartucho intermediário de rifle do tipo "garrafa", sem aro aparente, desenvolvido na Alemanha Nazista antes e durante a Segunda Guerra Mundial. A munição também é conhecida como 7,9mm Kurz ("Kurz" em alemão significa "curto"), 7,9 Kurz, 7,9mmK ou  8×33 Polte. Destinou-se especificamente ao desenvolvimento do fuzil de assalto Sturmgewehr 44. O cartucho foi desenvolvido como um intermediário entre os calibres 7,92×57mm para fuzis e o 9×19mm para pistolas, e é conhecido como um cartucho intermediário ("Mittelpatrone" em alemão).